# Eucalyptus cadens
Eucalyptus cadens är en myrtenväxtart som beskrevs av J. Briggs och Michael Douglas Crisp. Eucalyptus cadens ingår i släktet Eucalyptus och familjen myrtenväxter. Inga underarter finns listade i Catalogue of Life.

## Bildgalleri

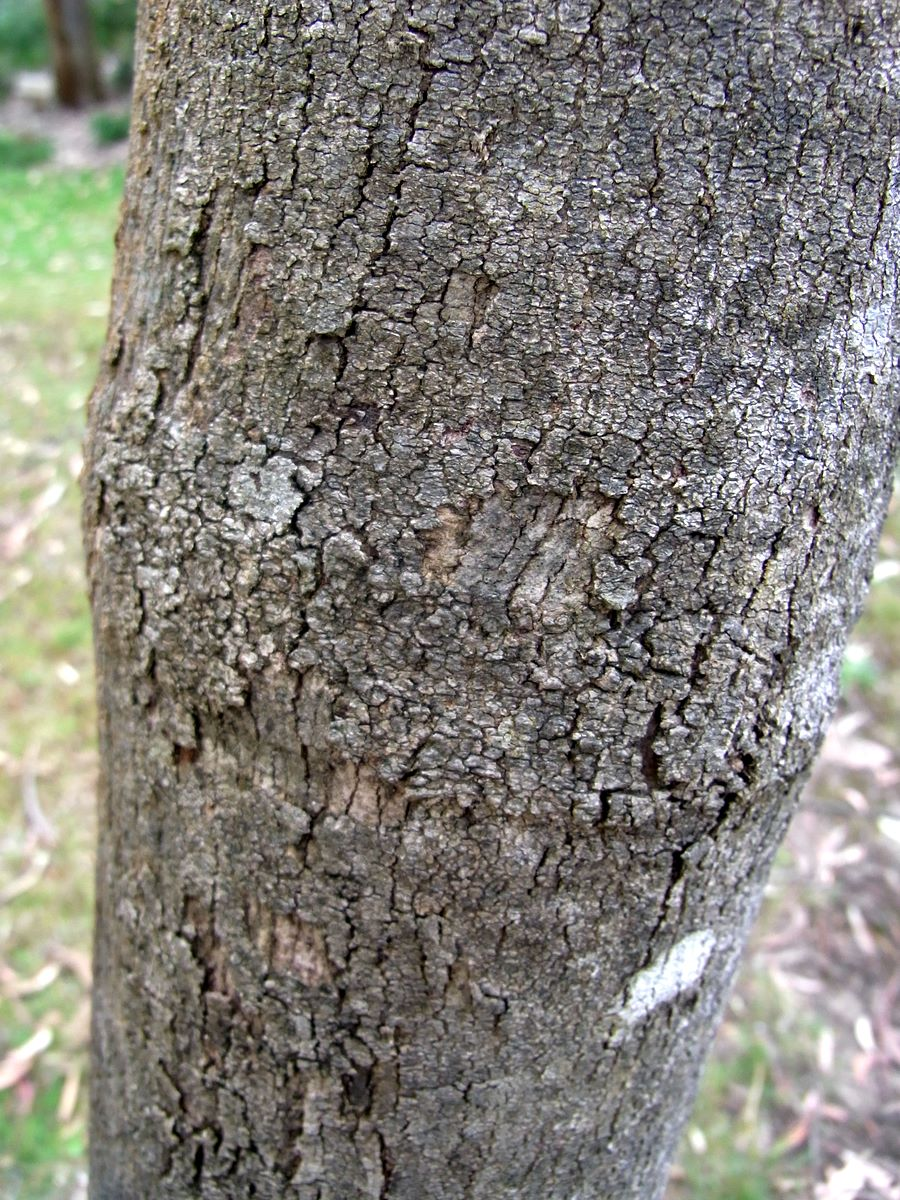